# Провулок Миколи Величківського (Житомир)
Провулок Миколи Величківського (до 2016 року — 2-й Червоноармійський провулок) — провулок в Богунському районі Житомира. Названий на честь українського політичного та державного діяча, вченого, голови УНРади ЗУНР Миколи Величківського.

## Розташування
Починається від вулиці Митрополита Андрея Шептицького та прямує на південний захід, де закінчується на перетині з вулицею Зеленою.
Довжина провулку — 200 метрів.

## Історія
19 лютого 2016 року, відповідно до розпорядження Житомирського міського голови № 112 «Про перейменування топонімічних об'єктів та демонтаж пам'ятних знаків у м. Житомирі», 2-й Червоноармійський провулок був перейменований на провулок Миколи Величківського.